# Erich Rößler
Erich Rößler war ein deutscher Jurist und Landrat.

## Leben und Wirken
Rößler promovierte und legte am 27. Juni 1914 die große Staatsprüfung ab. Danach wurde er zum Regierungsrat, später zum Oberregierungsrat ernannt.
Mit Wirkung vom 1. Dezember 1940 wurde er zum Landrat im Landkreis Rochlitz ernannt und blieb zum Ende des Zweiten Weltkrieges im Amt.